# Королівський ботанічний сад Единбургу
Королівський ботанічний сад Единбургу (англ. Royal Botanic Garden Edinburgh) — всесвітньо відомий і один із найстаріших ботанічних садів Великої Британії. Знаходиться в Единбурзі й підпорядкований безпосередньо Уряду Шотландії.

## Історія
Единбурзький ботанічний сад був заснований у 1670 році докторами Робертом Сіббальдом та Ендрю Бальфуром. Це другий найстаріший ботанічний сад у Великій Британії після Оксфордського.
Налічує 35 тис. видів рослин.